# Друга лига Републике Српске у фудбалу — Запад 2009/10.
Друга лига Републике Српске у фудбалу — Запад 2009/10. је петнаеста по реду сезона Друге лиге Републике Српске у организацији Фудбалског савеза Републике Српске. У групи Запад се такмичило 16 клубова у 30 кола. Посљедње 30. коло је завршено 30. маја 2010.
Побједник је Слобода из Мркоњић Града која се пласирала у Прву лигу Српске 2010/11.
У Регионалну лигу Српске су испали Слога ДИПО из Горњих Подградаца, Младост из Котор Вароши, Жељезничар из Добоја и Текстилац из Дервенте.
Слога ДИПО је у сезону 2009/10. ушла са негативним бодовима које јој је Дисциплинска комисија Фудбалског савеза Републике Српске одузела на крају претходне сезоне 2008/09.

## Коначна табела
| Плас. | Тим                              | ИГ | Д  | Н | ИЗ | ГД | ГП | ГР  | Бод | Прелазак у друге лиге                     |
| ----- | -------------------------------- | -- | -- | - | -- | -- | -- | --- | --- | ----------------------------------------- |
| 1.    | Слобода, Мркоњић Град            | 30 | 25 | 1 | 4  | 69 | 18 | +51 | 76  | Прешао у Прву лигу Српске 2010/11.        |
| 2.    | Црвена земља, Нова Вес           | 29 | 24 | 1 | 4  | 85 | 22 | +63 | 73  |                                           |
| 3.    | Јединство, Жеравица              | 30 | 15 | 4 | 11 | 63 | 48 | +15 | 49  |                                           |
| 4.    | Слога, Србац                     | 30 | 15 | 4 | 11 | 57 | 44 | +13 | 49  |                                           |
| 5.    | Жупа Милка, Милосавци            | 30 | 14 | 3 | 13 | 51 | 45 | +6  | 45  |                                           |
| 6.    | Гомионица, Бронзани Мајдан       | 30 | 13 | 5 | 12 | 53 | 37 | +16 | 44  |                                           |
| 7.    | Омарска                          | 30 | 12 | 6 | 12 | 36 | 57 | -21 | 42  |                                           |
| 8.    | Борац, Шамац                     | 30 | 12 | 4 | 14 | 48 | 48 | 0   | 40  |                                           |
| 9.    | Озрен, Петрово                   | 30 | 11 | 6 | 13 | 40 | 48 | -8  | 39  |                                           |
| 10.   | Пелагићево (-1)                  | 30 | 11 | 6 | 13 | 39 | 59 | -20 | 38  |                                           |
| 11.   | Крајина, Бања Лука               | 30 | 10 | 7 | 13 | 35 | 43 | -8  | 37  |                                           |
| 12.   | ОФК Раван, Међеђа                | 30 | 9  | 8 | 13 | 43 | 55 | -12 | 35  |                                           |
| 13.   | Слога ДИПО, Горњи Подградци (-3) | 30 | 9  | 8 | 13 | 35 | 48 | -13 | 32  | Испали у Регионалну лигу Републике Српске |
| 14.   | Младост, Котор Варош             | 29 | 8  | 6 | 15 | 31 | 48 | -17 | 30  | Испали у Регионалну лигу Републике Српске |
| 15.   | Жељезничар, Добој                | 30 | 8  | 4 | 18 | 32 | 65 | -33 | 28  | Испали у Регионалну лигу Републике Српске |
| 16.   | Текстилац, Дервента              | 30 | 4  | 5 | 21 | 36 | 68 | -32 | 17  | Испали у Регионалну лигу Републике Српске |

ИГ = Играо утакмица; Д = Добио; Н = Нерјешено; ИЗ = Изгубио; ГД = Голова дао; ГП = Голова примио; ГР = Гол-разлика ; Бод = Бодови
1. ↑  Дисциплинска комисија Фудбалског савеза Републике Српске је 21. маја 2010. казнила Пелагићево са одузимањем једног бода због прекршаја члана 57. став 1. Дисциплинског правилника Фудбалског савеза Републике Српске на утакмици 24. кола (24. априла 2010) између домаћина Пелагићева и Слоге из Србца. Иако је Слога из Српца дошла на утакмицу 24. кола у Пелагићево, екипа домаћина није изашла на терен.

| Првак Друге лиге Републике Српске — Исток 2009/10. |
| -------------------------------------------------- |
| ФК Слобода Мркоњић Град 1. титула                  |